# 群馬県道・埼玉県道275号由良深谷線

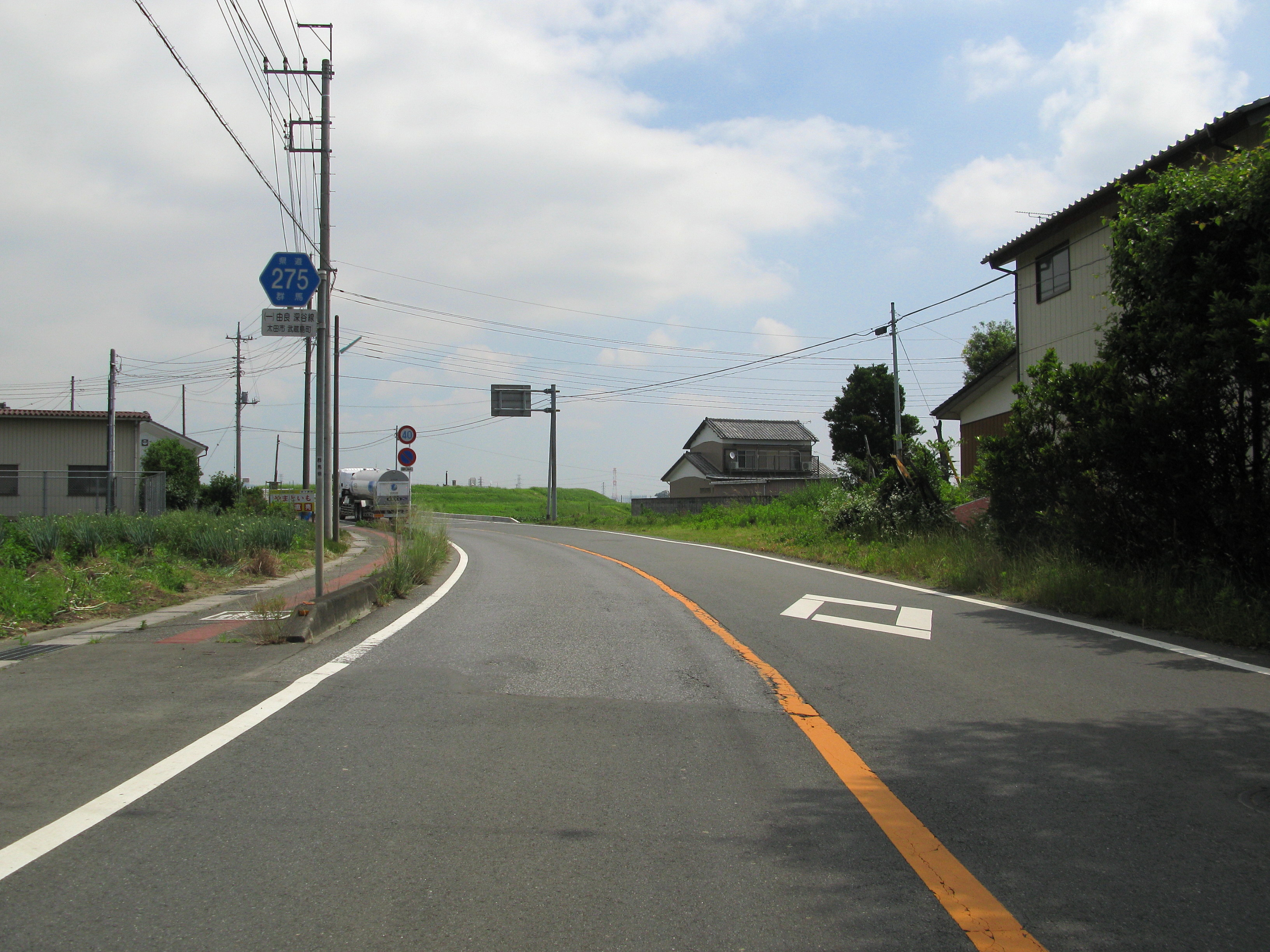
太田市武蔵島地区（2012年6月）

群馬県道・埼玉県道275号由良深谷線（ぐんまけんどう・さいたまけんどう275ごう ゆらふかやせん）は、群馬県太田市宝町の群馬県道312号太田境東線の交差点から、太田市武蔵島町の国道17号（上武道路）までの区間、埼玉県深谷市高島から同市稲荷町の国道17号までの区間を結ぶ県道である。途中、太田市尾島町地内で国道354号と重複しており、またバイパスもある。管理は群馬県が行っている。
埼玉・群馬県境は利根川で隔てられており、橋や渡船などの交通手段がないため、実質県道しては両県で分断している。

## 概要
- 起点：群馬県太田市由良町（宝町交差点、群馬県道312号太田境東線交点）
- 終点：埼玉県深谷市稲荷町（稲荷町交差点、国道17号交点）

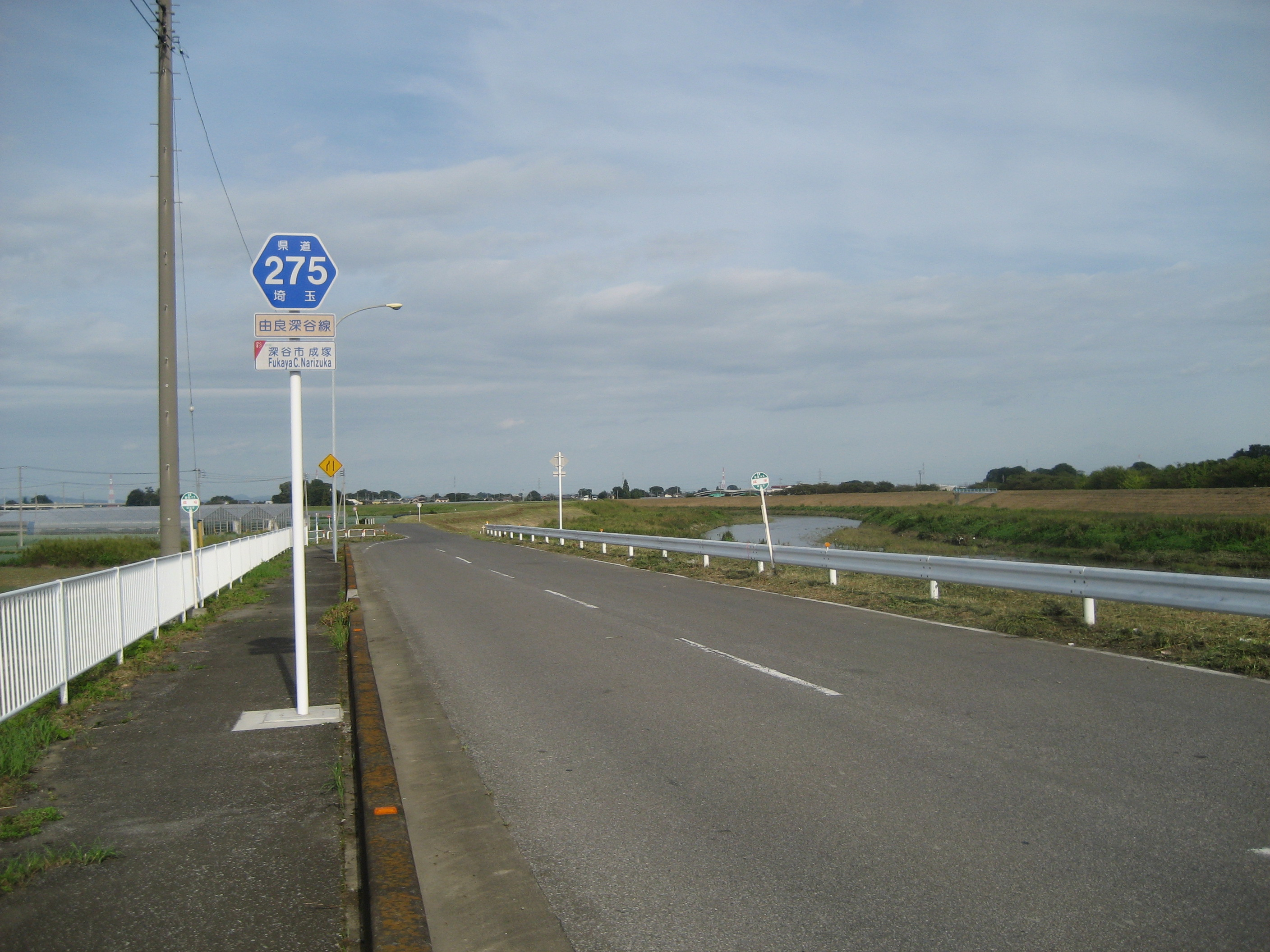
深谷市内

## 通過する自治体
- 群馬県
  - 太田市
- 埼玉県
  - 深谷市

## 交差する道路
- 群馬県道312号太田境線（太田市由良町、宝町交差点）
- 国道354号太田・境バイパス（太田市下田島町、下田島交差点）
- 国道354号（太田市尾島町、尾島一丁目交差点）
- 群馬県道276号新堀尾島線（太田市堀口町）
- 群馬県道298号平塚亀岡線（太田市すずかけ町、亀岡町交差点）
- 国道17号上武道路（太田市武蔵島町）
- 埼玉県道45号本庄妻沼線（埼玉県深谷市高島）
- 国道17号深谷バイパス（深谷市明戸、明戸西交差点）
- 埼玉県道127号深谷飯塚線（深谷市明戸）
- 埼玉県道264号原郷熊谷線（深谷市明戸、楡山神社前）
- 国道17号（深谷市稲荷町、稲荷町交差点）

## 沿道の施設等
- 尾島公園
- 深谷市浄化センター
- 日本煉瓦製造跡地